# Hiltpold
Hiltpold ist ein Familienname in der Schweiz.

## Namensträger
- Anne Hiltpold (* 1973), Schweizer Politikerin, Staatsrätin Genf
- Hugues Hiltpold (* 1969), Schweizer Politiker (FDP)
- Thomas Hiltpold (* 1960), Schweizer Politiker (Grüne)